# Hatmanatul (1918)
Hatmanatul (în ucraineană Гетьманат, transliterat: Hetmanat), sau Statul Ucrainean (Українська держава, Ukraiinska derjava) a fost numele statului ucrainean pe parcursul a opt luni din anul 1918. Stabilit printr-o lovitură de stat care a avut sprijinul Puterilor Centrale la 29 aprilie 1918, el a pus capăt guvernului Radei Centrale, și a înlocuit Republica Populară Ucraineană, care a fost desființată. Puterea politică, protejată de forțele de ocupație, era concentrată în mâinile hatmanului Pavlo Skoropadski⁠(d), care avea puteri dictatoriale. Statul a dispărut pe 14 decembrie în același an după restaurarea republicii populare cu noul directorat⁠(d).
Deoarece Rada Centrală s-a dovedit incapabilă să impună ordinea și să pună capăt haosului ce cuprinsese Ucraina în primăvara anului 1918, ea a pierdut repede încrederea claselor sociale celor mai favorizate. De asemenea, ea a pierdut și încrederea Puterilor Centrale. Principalul interes al acestora stătea în obținerea de produse alimentare, iar Rada s-a dovedit incapabilă să livreze cantitățile necesare. Răsturnarea Radei și crearea Hatmanatului a fost rezultatul incapacității Germaniei de a exploata resursele țării prin alte mijloace. Chiar dacă ambele guverne depindeau de sprijinul Germaniei, Rada era independentă și mai populară decât succesorul său, deși mai puțin eficientă în administrarea teritoriului.
În practică stat satelit al Germaniei, Hatmanatul a servit pentru exploatarea resurselor agricole ucrainene în folosul Puterilor Centrale. Rechizițiile noului guvern și ale aliaților săi au dus la răscoale țărănești și la ample revolte soldate cu cel puțin nouăsprezece mii de morți primăvara și vara și la privarea ocupanților de controlul asupra unor părți din regiune. Neputând satisface nici cererile populare de reformă socio-economică și nici pe intelectualii naționaliști, Skoropadski a impus revenirea la ordinea prerevoluționară.
Nu a reușit să-și extindă sprijinul forțelor sale armate suficient de mult pentru a rămâne la putere după retragerea Puterilor Centrale la sfârșitul anului 1918. În decembrie 1918, naționaliștii de stânga, care controlau Rada, l-au demis și au restabilit republica sub forma Directoratului Ucrainei⁠(d).

## Proclamarea noului regim

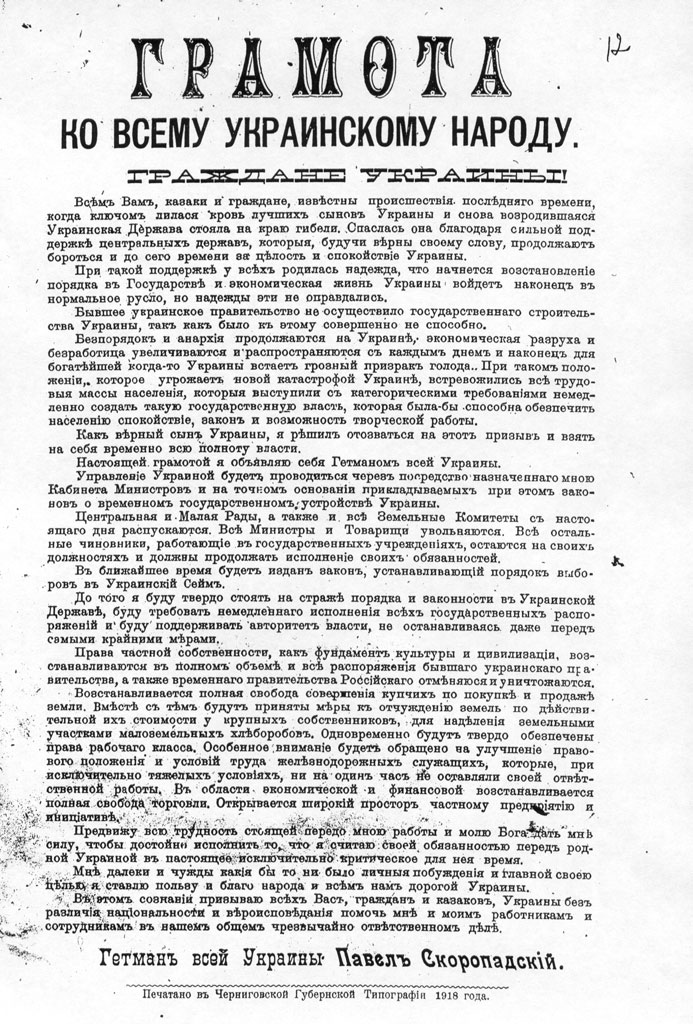
Proclamația lui,. În acea zi s-a anunțat abolirea Republicii Populare Ucrainene și crearea unui nou Stat Ucrainean cu el ca hatman cu puteri dictatoriale.

Datorită faptului că Rada Centrală s-a dovedit incapabilă să impună ordinea și să pună capăt haosului în care se zbătea Ucraina în primăvara anului 1918, administrația a pierdut repede încrederea claselor sociale mai favorizate, printre care se numărau proprietari de terenuri, oameni de afaceri, fermieri mai înstăriți, industriași și oficiali de rang înalt — aproximativ 20% din populație. De asemenea, Republica Populară Ucraineană a pierdut încrederea Imperiului German și a Austro-Ungariei, care, în temeiul tratatului de la Brest-Litovsk, și-au menținut reprezentare politică și militară pe teritoriul ucrainean. Principalul interes al imperiilor în raport cu această țară consta în obținerea de alimente, pe care Rada nu le-a putut furniza în cantitățile sperate.
În aceste condiții, în aprilie 1918, moșierii ucraineni au organizat o lovitură de stat pentru a înlocui Rada cu un guvern conservator prezidat de generalul Pavlo Skoropadski⁠(d), unul dintre marii moșieri din regiune. Pregătirile independente ale armatei au făcut loc în scurt timp unei strânse colaborări cu autoritățile ocupante, care doreau să se descotorosească de Radă. Planurile au fost puse la cale de reprezentanții germani, cu acordul pasiv al austro-ungarilor. Skoropadski era un militar cu idei polítice conservatoare, care, după ieșirea Rusiei din Primul Război Mondial, fusese comandant al primului corp de armată al Armatei Ruse care s-a „ucrainizat” în urma păcii cu germanii și ulterior a devenit ataman al „cazacilor liberi”. Lovitura de stat s-a desfășurat printr-o proclamație în Congresul Ligii Moșierilor — întrunit la Kiev cu circa șase mii de delegați — care cerea încetarea oricărui experiment social și alegerea lui Skoropadski în funcția de hatman.
Pușcașii Siciului⁠(d) s-au opus loviturii de stat, dar s-au dizolvat după ce inamicii lor au triumfat și au preluat controlul asupra capitalei. Rezistența redusă a Radei a făcut inutilă intervenția Germaniei în lovitura de stat, în ciuda dispoziției acesteia de a-l sprijini pe Skoropadski în caz de nevoie.

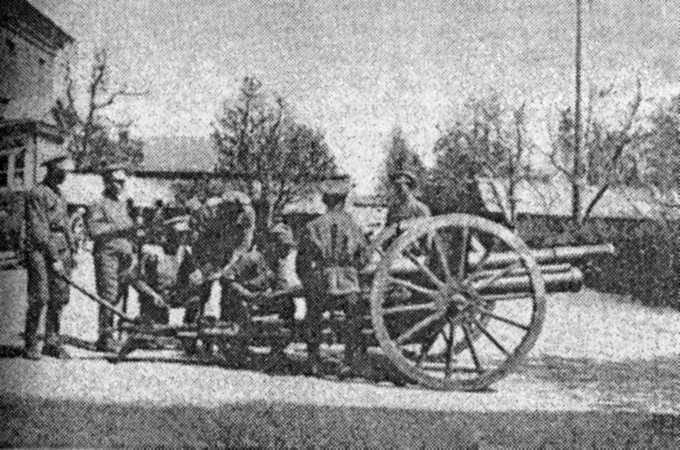
. Opoziția acestora față de dizolvarea Radei și preluarea puterii de către la sfârșitul lunii aprilie 1918 s-a dovedit inutilă.

Aprobată de către cele mai înalte autorități civile și militare germane, lovitura de stat a produs satisfacție în rândul înaltului comandament al frontului ucrainean, și ușurarea reprezentanților diplomatici. Schimbarea de guvern a crescut influența germană în politica ucraineană, în special a militarilor. Recunoașterea oficială a lui Skoropadski a venit însă târziu, pe 2 iunie.
Republica Populară Ucraineană a proclamat Statul Ucrainean (Ukrainska Derjava), cunoscut și sub numele de „Hatmanatul”.

## Activitatea guvernului

### Primele măsuri ale guvernului
Skoropadski a desființat Rada și a anulat legile și reformele acesteia. Una dintre primele măsuri ale guvernului său a fost restaurarea proprietății private și a economiei de piață. După cum se exprima documentul Garanțiile pentru tot poporul ucrainean:
„Dreptul la proprietate privată, ca fundament al culturii și civilizației, va fi întru totul restaurat, și toate dispozițiile guvernului anterior ucrainean, precum și cele ale Guvernului Provizoriu Rus vor fi abrogate..... și în domeniul financiar și economic se va restabili libertatea comerțului, inițiativa și întreprinderea privată....”
Grevele au fost interzise și s-a restaurat cenzura. Skoropadski a instaurat, în practică, o dictatură. În aceeași zi în care a fost numit hatman de către Congresul Moșierilor și după ce a abolit Rada și Rada Mică și după ce a demis miniștrii, a promis adoptarea unei noi legi electorale după care să se aleagă un nou parlament ucrainean. Până la întrunirea acestuia, a decretat înființarea unui guvern provizoriu sub forma unei dictaturi în care a concentrat toată puterea guvernamentală în mâinile sale. Ca hatman, el avea puterea de a numi și demite miniștrii, de a dirija politica externă, de a anula orice lege și de a comanda forțele armate. Putea adopta orice lege și era și autoritate supremă a țării. S-a proclamat libertatea expresiei și a asocierii „în limitele legii”, precum și cea a religiei, deși creștinismul ortodox a fost proclamat principală religie a statului. La 3 iulie, s-a aprobat legea cetățeniei, bazată pe reședință, și nu pe limba vorbită de o persoană, spre deosebire de propunerile Radei; toți cei care locuiau pe teritoriul Hatmanatului primeau cetățenie dacă nu o refuzau explicit.

### Formarea guvernului și restaurarea administrației
La început, Skoropadski a avut dificultăți în a forma un nou guvern din cauza refuzului socialiștilor, inclusiv al celor mai moderați, de a participa la cabinet dacă nu sunt îndeplinite unele condiții pe care hatmanul și germanii refuzau să le accepte. Germanii și-au declarat în mod clar opoziția față de revenirea în guvern a celui mai mare partid ucrainean și a socialist-revoluționarilor. În cele din urmă, Skoropadski și-a format un guvern condus de un moșier, fără participarea socialiștilor, cu un număr mare de kadeți — șapte, care s-au hotărât să renunțe pe moment la aversiunea față de Germania pentru a-i strivi pe bolșevici cu ajutorul acesteia — și fundamental pro-rus și ostil naționalismului ucrainean. Era lipsit de personalități naționaliste, dar avea, în schimb, administratori capabili. Germanii au recunoscut în practică noul guvern aproape imediat.

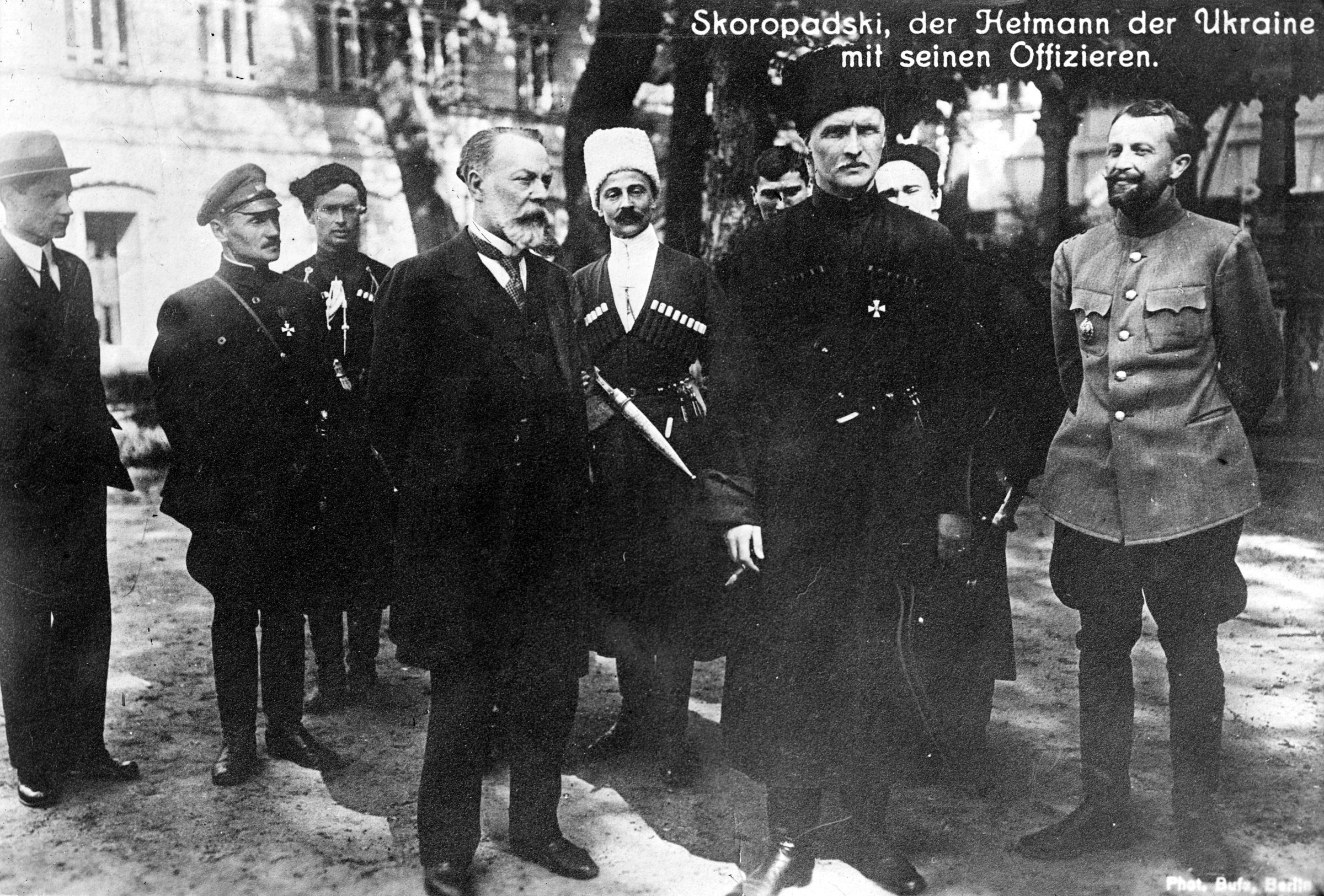
înconjurat de ofițerii săi. Lângă el, cu barbă albă, prim-ministrul.

Revenirea la putere a vechii elite prerevoluționare, printre care se numărau funcționari țariști și moșieri, precum și ofițeri de armată și industriași, a facilitat restaurarea administrației, care a câștigat în eficacitate. Ministerele au redevenit funcționale datorită revenirii birocraților veterani și administrației locale și provinciale în mâinile moșierilor și funcționarilor țariști, numiți acum comisari ai noului guvern. S-a înființat și un corp de poliție, care a atras în rândurile sale mulți ofițeri țariști.
Skoropadski a încercat să înlocuiască conceptul cultural de Ucraina, al naționaliștilor ucraineni, cu unul teritorial: nu era ucrainean doar cine știa limba, ci și oricine locuia pe teritoriul Statului și îi era credincios. Această noutate a fost însă primită cu răceală de către naționaliști, care îi considerau pe hatman și pe susținătorii lui niște simpli naționaliști ruși, și monarhiști reacționari.
Dintre diferitele guverne care au controlat teritoriul între 1917 și 1920, hatmanatul a fost cel care a avut cel mai mult succes în politica externă — stabilind relații diplomatice cu alte țări — culturală și de educație. A înființat o sută cincizeci de instituții de învățământ secundar în limba ucraineană și două universități și a extins studiile naționale ucrainene — limba, literatura și istoria — în cele trei deja existente. De asemenea, el a înființat o academie de științe și alta de arte plastice, biblioteca națională, arhivele statului și alte instituții culturale, care au supraviețuit mandatului său.
| Funcție                                                                         | Primul guvern 30-4–4-5 | Al 2-lea guvern 4-5–24-10       | Al 3-lea guvern 25-10–14-11 | Al 4-lea guvern 14-11–14-12 |
| Prim ministru                                                                   | Nikolai Vasilenko      | Fedir Lîzohub⁠(d)                | Fedir Lîzohub               | Serghei Gherbel⁠(d)          |
| Afaceri externe                                                                 | Nikolai Vasilenko      | Dmitro Doroșenko                | Dmitro Doroșenko            | Iuri Afanasiev              |
| Apărare                                                                         | x                      | Aleksandr Rogoza                | Aleksandr Rogoza            | D. Șciuțki                  |
| Marină                                                                          | Maximov                | x                               | x                           | Andri Pokrovski             |
| Interne                                                                         | Vișnevski              | Fedir Lîzohub Kistiakovski      | V. Reinbot                  | Igor Kistiakovski           |
| Finanțe                                                                         | A. K. Rjepețki         | Antin Rjepețki                  | Antin Rjepețki              | Antin Rjepețki              |
| Comerț                                                                          | S. M. Gutnik           | S. M. Gutnik                    | Serghei Mering              | Serghei Mering              |
| Muncă                                                                           | Y. M. Wagner           | Y. M. Wagner                    | Maxim Slavinski             | Volodimir Kosinski          |
| Căi ferate și comunicații                                                       | V. A. Butenko          | V. A. Butenko                   | V. A. Butenko               | V. Liandeberg               |
| Alimentație                                                                     | Iuri Sokolovski        | Iuri Sokolovski Serghei Gherbel | Serghei Gherbel             | G. Glinka                   |
| Justiție                                                                        | N. P. Ciubinski        | N. P. Ciubinski A. Romanov      | Andri Viazlov               | V. Reinbot                  |
| Sănătate                                                                        | Vsevolod Liubinski     | Vsevolod Liubinski              | Vsevolod Liubinski          | Vsevolod Liubinski          |
| Educație                                                                        | x                      | Nikolai Vasilenko               | Petro Stebnițki             | Volodimir Naumenko          |
| Agricultură                                                                     | x                      | Vasili Kolokolțov               | Volodimir M. Leontovici     | Serghei Gherbel             |
| Religie                                                                         | Nikolai Vasilenko      | Vasili Zenkovski                | Oleksander Lototski         | Mihailo Voronovici          |
| Consiliul de miniștri al Hatmanatului conform Encyclopedia of Ukraine și Milow. |                        |                                 |                             |                             |

### Supunerea față de Puterile Centrale
Triumful lui Skoropadski a permis germanilor să-și exercite controlul asupra politicii ucrainiene și asupra țării, transformându-se deschis în putere ocupantă, subminând autoritatea guvernului. Numirile făcute de Skoropadski trebuiau aprobate de germani. În aceeași zi în care s-a format guvernul, germanii au interzis grevele și au impus pedeapsa cu moartea pentru greviști și sabotori. Obiectivul lor era exploatarea economică a țării în folosul lor. În nota informativă trimisă la Berlin la 19 mai, ambasadorul german indica:
„Consider necesar să susținem în Ucraina o ficțiune a unui stat independent și aliat slujind în același timp interesele noastre (...) Această atitudine este motivată de diverse cauze (...) este necesar să se țină cont de autoritatea guvernului ucrainean în rândul populației, pe care am submina-o dacă l-am trata ca pe o simplă marionetă în mâinile noastre, și ca decretele guvernamentale să servească exclusiv interesele noastre.”

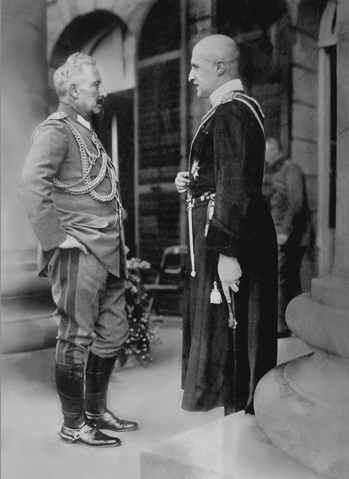
, alături de împăratul german Wilhelm al II-lea în timpul vizitei sale oficiale în Germania, la începutul toamnei anului 1918. Acesta a jucat un rol dominant în politica hatmanatului în întreaga sa existență.

Skoropadski a acceptat să mențină independența față de Rusia, asigurând o strânsă colaborare politică și economică cu Puterile Centrale, acceptând, printre alte condiții, autoritatea tribunalelor militare germane pentru cazurile care îi afectau pe aceștia, dizolvând comisiile create de către Rada pentru reforma agrară⁠(d) și punând unitățile militare sub controlul Puterilor. Principalii comandanți militari germani au recomandat însă la începutul lunii mai să se renunțe la recunoașterea independenței Ucrainei, având în vedere ostilitatea populației față de trupele germane, și să se impună un guvern militar de ocupație. Numai opoziția reprezentanților civili a forțat armata să renunțe la idee și să continue să-l susțină pe hatman.
Germania a jucat un rol esențial în Ucraina pe toată durata perioadei hatmanatului. Chiar și la începutul lunii noiembrie, când înfrângerea acestora în Primul Război Mondial era iminentă, autoritățile germane au decis să-și mențină prezența militară în țară, cu acordul Antantei, la cererea hatmanului adresată învingătorilor, cel puțin până când își va putea extinde propria armată.

### Politica economică
Guvernul a primit susținerea puternică a moșierilor, care au aprobat ocupația și au format expediții pentru a recupera pământurile care le fuseseră confiscate. Planurile hatmanului de a-i înlocui pe latifundiari cu o clasă medie de proprietari agricoli mijlocii nu au mai fost puse în practică. Revenirea economică rapidă a țării, bazată pe restaurarea proprietății funciare foștilor proprietari, i-a favorizat în domeniul comercial în special pe marii industriași, negustori și moșieri și a atras mulți burghezi ruși fugiți din teritoriile sovietice. Influxul fostelor clase medii și aristocrate ruse a condus la o creștere a spectacolelor, serviciilor, speculei și prostituției.
Germanii nu i-au impus noi exigențe economice hatmanului, limitându-se să ceară îndeplinirea numeroaselor compromisuri acceptate de Radă. Hatmanatul a presupus perfecționarea sistemului de exploatare economică ce fusese început în perioada anterioară, facilitat de mai bunul control asupra sistemului financiar și de transport al țării. Ocupanții au continuat rechizițiile forțate de alimente și materiale, în ciuda rezistenței țărănești pe care o provocau ele. Deși, în primele luni ale hatmanatului, livrările de alimente către Puterile Centrale au crescut considerabil față de perioada anterioară, măsurile adoptate ulterior pe durata verii nu au reușit să le crească mai mult. Puterile Centrale nu au reușit să organizeze o rețea eficace pentru rechiziții, în parte din cauza incapacității de a livra produse industriale în cantități suficiente pentru a satisface necesitățile țăranilor. Deși estimările cantităților de alimente și materiale pe care ocupanții le-au obținut diferă de la sursă la sursă, se crede că au fost mult inferioare așteptărilor inițiale. Planurile succesive de dezvoltare economică a țării sub control german nu au avut efecte practice pe timpul ocupației, care a prioritizat exploatarea economică în scopul ameliorării crizei de alimente din Germania. În practică, țara s-a transformat într-o colonie a puterilor ocupante.
În septembrie, guvernul ucrainean a semnat un nou acord economic prin care s-a angajat să livreze Puterilor aproximativ o treime din recolta pe anul următor.

### Forțele armate
La scurt timp înainte de a accede la putere, Skoropadski a trebuit să accepte abandonarea tuturor ambițiilor de a forma o armată proprie, așa cum ceruseră Puterile Centrale. Această cerere, deosebit de fermă mai ales din partea Austro-Ungariei, a lăsat loc unei anumite toleranțe din partea Germaniei și suspiciunilor simultane ale celor două puteri, care se temeau că cealaltă va ajuta hatmanul să-și formeze propria armată pentru a-și spori influența în țară. La sfârșitul lunii mai, Viena a trimis în Ucraina o divizie formată din prizonieri de război, deși cu puțin entuziasm, neavând încredere în loialitatea unității. Poziția oficială a Puterilor, să nu se facă nicio schimbare până în octombrie, a fost însă să interzică formarea unei armate ucrainene de dimensiuni semnificative, pe durata ocupației.

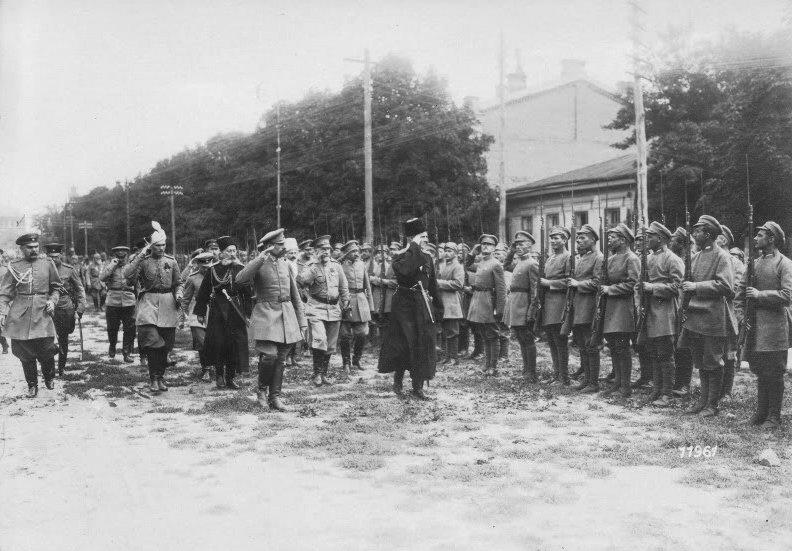
trecând în revistă una dintre divizii. Neîncrederea puterilor ocupante a împiedicat crearea unei armate mari.

Deși la începutul lui mai, germanii au consimțit ca hatmanul să formeze o forță mică, această concesie a fost paralizată o vreme de tgeama că Skoropadski o va folosi pentru a ataca Rusia. La începutul lui iunie, însă, s-a semnat primul act de cooperare militară germano-ucraineană și în luna următoare s-a convenit un acord pe tema structurii armatei ucrainene. Aceasta urma să constea din opt corpuri de armată, patru divizii și o brigadă de cavalerie, o divizie de gardă, unități de artilerie grea și o flotă aeriană. Reorganizarea armatei a fost pusă în seama generalului Ragoza, fostul comandant al Armatei a IV-a ruse. Armata a primit mii de ofițeri, atât ucraineni cât și ruși. Creșterea ei a fost însă lentă, în special din lipsa fondurilor pentru finanțarea ei, dar și din lipsă de recruți. Mulți dintre aceștia se considerau, în plus, loiali hatmanului și puterilor ocupante. Germanii sperau și să poată folosi recruți ucraineni în propriile lor unități, ceea ce nu a ajutat la încurajarea creșterii rapide a armatei ucrainene.
Flota provenea dintr-o parte a Flotei Mării Negre, capturată la Sevastopol în aprilie, în timpul ocupației germane din Crimeea. Până în octombrie, în conformitate cu calculele Germaniei, în realitate și în ciuda planurilor din iulie, forțele din slujba lui Skoropadski erau în jur de cincisprezece mii de oameni.
În practică și în ciuda schimbării de atitudine a Puterilor Centrale, la începutul lunii octombrie, atunci când s-a luat hotărârea tardivă de a promova recrutarea a optzeci și cinci de mii de oameni, hatmanul nu a reușit să formeze o armată loială. În noiembrie, armata avea între șaizeci și șaizeci și cinci de mii de oameni, potrivit unor surse ucrainene. Prea puțini pentru a face față revoltelor interne și amenințărilor externe, cei puțin peste șaizeci de mii de oameni au fost, cu toate acestea, bine organizați și au ajutat guvernele succesoare să facă față mai bine bolșevicilor. Dimpotrivă, atunci când a venit timpul să se confrunte cu dușmani interni ai hatmanatului după retragerea ocupanților, cea mai mare parte a armatei a trecut de partea rebelilor.

### Disputele teritoriale și relațiile internaționale
Statul ucrainean a revendicat toate teritoriile recunoscute ca atare în tratatul de la Brest-Litovsk (nouă foste gubernii țariste: Kiev⁠(d), Volînia⁠(d), Podolia, Cernigov⁠(d), Poltava⁠(d), Harkiv⁠(d), Herson, Ekaterinoslav și Taurida — fără Crimeea — la care s-au adăugat regiunea Chełm și partea de sud a guberniei Grodno), precum și sudul guberniilor Minsk, Moghilev, Kursk, Voronej și o parte din teritoriile Cazacilor de la Don.
Hatmanatul a emis diverse pretenții teritoriale, care nu au primit sprijin de la Berlin. Prima care s-a ivit, deși nu era cea mai importantă pentru Skoropadski, a fost disputa cu România pe marginea Basarabiei, care a dus la ruperea relațiilor diplomatice și comerciale în luna mai. Dorința de relații mai strânse cu Aliații, prin intermediul României, a dus însă la abandonarea treptată a acestor pretenții și la reconcilierea celor două națiuni pe timpul verii. Deși ucrainenii nu abandonaseră revendicările asupra teritoriului disputat, pe 26 octombrie, au semnat un acord comercial cu guvernul român.
În timp ce relațiile cu Bulgaria erau excelente, disputa asupra Galiției de est —cu o populație majoritar ucraineană, cu importante minorități poloneză și evreiască — și asupra Chełmului a otrăvit relațiile cu austro-ungarii și cu polonezii. Conform unei clauze secrete a tratatului de la Brest-Litovsk, cele două regiuni urmau să se alăture Bucovinei de nord, pentru a forma o nouă unitate a Imperiului Austro-Ungar. Chełmul ar fi urmat să treacă în mâinile Ucrainei numai atunci când aceasta avea să se conformeze livrărilor de alimente promise Puterilor Centrale. Austro-ungarii, care ar fi vrut să anuleze concesiunile făcute la Brest Kievului, au reușit să-l convingă pe Skoropadski să accepte derogări de la prevederile tratatului secret, cu aprobarea Berlinului. Viena nu a ratificat niciodată tratatul de pace cu Kievul. Chełmul a rămas în mâinile polonezilor în noiembrie, după capitularea Germaniei.
Kievul a păstrat însă dispute teritoriale cu Moscova, dispute care nu au putut fi rezolvate în negocierile bilaterale, pe care sovieticii le-au abandonat în cele din urmă, la începutul lunii noiembrie. Germanii și austro-ungarii au monitorizat convorbirile pentru a se asigura că nu dăunează intereselor lor.
Berlinul a aprobat și revendicările teritoriale ale ucrainenilor în bazinul Donului, Kuban și Crimeea. Statului cazacilor de la Don, condus de generalul și hatmanul Piotr Krasnov și care se lupta cu sovieticii, Skoropadski a putut să-i trimită ajutor militar, care a sfârșit în parte în mâinile lui Denikin, în ciuda ostilității între acesta și germani, care furnizaseră materialul inclus în ajutoarele trimise de hatman.
Independența Ucrainei a fost recunoscută de către cele patru Puteri Centrale, și de statele neutre Spania și Țările de Jos. Alte țări — Elveția, Suedia, Norvegia, Italia, Grecia, Estonia, România și Rusia sovietică — au menținut relații consulare cu hatmanatul. Unsprezece state și-au înființat ambasadă la Kiev în perioada guvernării lui Skoropadski.

## Relațiile cu antibolșevicii ruși
În ciuda decizia autorităților germane de a nu permite în mod oficial formarea de detașamente de ofițeri antibolșevici pe teritoriul ucrainean, hatmanatul a devenit un refugiu pentru forțele de dreapta ruse după răsturnarea Radei în luna aprilie. Germanii și guvernul hatmanului au menținut relațiile cu principalele grupuri rusești de dreapta din Kiev —membri proeminenți ai Partidului Constituțional Democratic sprijinit de guvernul său și a tolerat formarea de detașamente de ofițeri recrutați din rândul patruzeci și cinci de mii de foști oficiali țariști prezenți pe teritoriul său. La cererea guvernului de la Moscova, germanii — care pe față susțineau că nu observă aceste activități și că oricum nu le pot împiedica întrucât Ucraina nu era un teritoriu oficial sub ocupație—, au hotărât să interzică recrutarea formală pentru Armata Voluntarilor și pentru alte forțe antibolșevice la sfârșitul lunii august, deși această decizie nu a fost aplicată riguros, mai ales în ce privește forțele de cazaci. Din acel moment, autoritățile ucrainene și germane au încurajat marșul către sud al ofițerilor ruși, în timp ce atitudinea germană față de Armata Voluntarilor, apropiată din punct de vedere ideologic de Antanta, a fluctuat între teama că acesta va deveni prea puternică și speranța că va reuși să iasă învingătoare.
Germanii au ajuns să finanțeze propriile unități antibolșevice, Armata Meridională și Armata Națională Rusă, sub comanda unor foști ofițeri țariști. Nepopulare și slabe, ele au avut de-a face cu diverse răscoale țărănești, în Voronej și Saratov, zonele lor de acțiune; în noiembrie 1918, ele au fost subordonate atamanului Piotr Krasnov.

## Probleme hatmanatului și opoziția

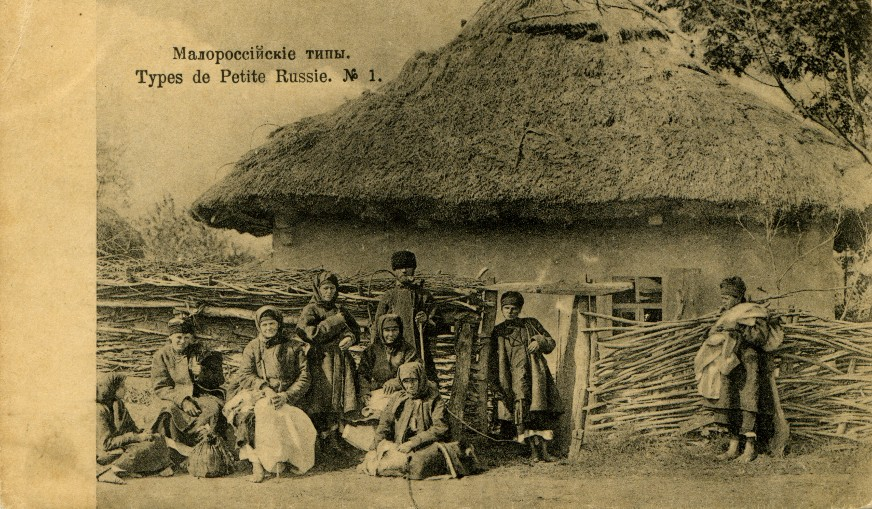
Țărani ucraineni. Rechiziționarea produselor agricole de către ocupanți a crescut ostilitatea din sectorul agricol din Ucraina față de Puterile Centrale și față de hatman, care returnaseră pământurile proprietarilor anteriori.

Rechizițiile de alimente și restituirile de proprietăți funciare moșierilor au provocat însă creșterea opoziției interne. Represiunea militară s-a dovedit contraprodctivă, atât la țară cât și în orașe, și a complicat exploatarea economică a țării. Cruzimea bandelor formate de moșieri și indiferența hatmanului pentru soarta țăranilor a făcut în curând să se extindă ostilitatea față de guvernul său și față de ocupanți — ale căror trupe au participat la deposedarea țăranilor și la operațiunile de pedepsire — în zona rurală ucraineană. Respingerea hatmanatului de către țărani a devenit evidentă în congresul țărănesc din 8-10 mai, care a trebuit să se țînă în afara capitalei din cauza represiunii germane. Cei doisprezece mii de delegați ai țăranilor au aprobat o moțiune care respingea autoritatea lui Skoropadski, condamna acțiunile lui contra Radei și cerea țăranilor ucraineni să se opună guvernului cu arma în mână. Un congres muncitoresc ținut clandestin două zile mai târziu a cerut diverse reforme politice, sociale și economice — restaurarea republicii, întrunirea unei adunări constituante, împroprietărire funciară, control muncitoresc asupra industriei etc. Începând cu luna iunie, răscoalele țărănești contra hatmanului și ocupanților au început din nou să se răspândească, ajungând să priveze guvernul de control asupra unor întregi provincii și obligându-i pe germani și austro-ungari să-și folosească trupele contra rebelilor. Represaliile nu au făcut decât să îndârjească și mai mult puterile ocupante și pe Skoropadski. Majoritatea bandelor de rebeli, care se coordonau slab între ele, erau anarhiste. Se estimează că gherilele ucrainene au produs circa treizeci de mii de morți în rândurile armatelor de ocupație, și circa cincizeci de mii de ucraineni au murit în lupte. Ocazional, zeci de mii de țărani înarmați s-au angajat în luptă deschisă cu trupele de ocupație.
Situația din industrie și din orașe nu era nici ea bună: țara avea cel puțin două sute de mii de muncitori șomeri și ocupanții nu au reușit să exploateze industria locală în folosul lor, cu excepția confiscărilor unor fabrici. Muncitorii feroviari, tratați mai bine în interesul ocupanților pentru a conserva sistemul de transport, au organizat însă o grevă eșuată în iulie. Intelectualitatea radicală se opunea și ea hatmanului, pe care îl considera un reprezentant al burgheziei conservatoare, susținut de clasele privilegiate, care se aliase cu conservatorii ruși și colabora cu germanii. Partidele socialiste mai naționaliste se opuneau și ele, din cauza anulării reformei agrare, a susținerii de care se bucura în rândul moșierilor și de lipsa lui de naționalism. Astfel, Skoropadski se confrunta cu ostilitatea țăranilor, muncitorilor, revoluționarilor și naționaliștilor, împotriva tuturor celor din guvern. S-a bucurat însă de susținerea naționaliștilor moderați câtă vreme s-a arătat favorabil independenței Ucrainei. Lipsit de aprobarea celorlalte clase sociale, a încercat să se sprijine de țăranii mai înstăriți.
Opoziția față de hatmanat s-a concretizat prin formarea Uniunii Naționale de Stat Ucrainene (UNSU), care a reunit principalele grupări naționaliste, cu grupările socialiste mai radicale — socialist-revoluționarii și social-democrații — prezenți ca observatori. Uniunea, centru de opoziție față de Skoropadski, și-a prezentat plângerile față de suprimarea diverselor congrese muncitorești și țărănești și a cerut o reformă guvernamentală care să dea guvernului un caracter mai ucranean. Aceste revendicări au primit și susținerea mai mult sau mai puțin tardivă a importantei Alianțe Panucrainene a Zemstvelor, prezidată de Simon Petliura. Fără un canal oficial prin care să-și expună propunerile, Uniunea a trebuit să se limiteze la a le prezenta împreună cu plângerile lor hatmanului care, împreună cu germanii, a reacționat în general cu represalii. Opoziția a trecut de la încercările de a face regimul mai liberal și mai naționalist la lupta pentru a-l răsturna.
La rândul lor, bolșevicii au primit, începând cu luna iunie, întăriri din partea fugarilor celor mai de stânga din rândurile social-democraților și socialist-revoluționarilor ucraineni, care au părăsit partidele respective și au participat la al Doilea Congres al Sovietic Panucrainean ținut la Ekaterinoslav, în care au proclamat Republica Sovietică a Ucrainei. Socialist-revoluționarii de stânga și-au creat propriul partid, borotbiștii⁠(d) („luptătorii”). Aproape în același timp, a avut loc primul congres al noului Partid Comunist Ucrainean⁠(d) — dependent de Rusia — în care s-a aprobat rezistența armată față de hatmanat. Revolta proclamată la 5 august, s-a dovedit însă un eșec total, în ciuda lipsei de popularitate a guvernului. Aceasta a pus capăt încercărilor de a-l răsturna pe Skoropadski prin insurgență.
Intenția lui Skoropadski de a modera opoziția față de hatmanat printr-o schimbare de guvern a eșuat după ce noul prim-ministru a declanșat un val de arestări ale liderilor naționaliști proeminenți, pe care i-a acuzat de bolșevism. Această măsură, represaliile din zona rurală și arestarea lui Petliura la începutul lui iulie au complicat intențiile lui Skoropadski de apropiere față de opoziția naționalistă. În aceeași lună, la UNSU s-a transformat în Uniune Națională Ucraineană, în care socialist-revoluționarii și social-democrații erau primiți ca membri cu drepturi depline, împreună cu alte organizații muncitorești, țărănești, profesionale și studențești. Deși acest lucru a sporit spectrul social integrat în uniune, inițial burgheză, aceasta și-a diluat programul politic; doar opoziția față de hatman a unit forțele care îl compuneau. Reîntărirea opoziției l-a făcut pe Skoropadski să încerce să ajungă la un acord pentru reforma cabinetului care însă nu s-a concretizat până la căderea hatmanatului în decembrie. Măsurile care să-i mulțumească pe naționaliști, apărate mai ales de autoritățile civile și militare în Ucraina, s-au ciocnit de dezinteresul din ce în ce mai mare al Berlinului — concentrat pe obținerea victoriei pe frontul de vest — și s-au limitat doar la unele gesturi de imagine — o vizită a cabinetului în capitala germană etc.
Socialist-revoluționarii care se opuneau regimului de Skoropadski l-au asasinat pe 30 iulie pe mareșalul Hermann von Eichhorn, comandantul-șef al trupelor germane dislocate în Ucraina. Încercările de a-l elimina într-un mod similar și pe hatman nu au reușit însă.

## Căderea regimului
Criza Puterilor Centrale produsă de capitularea Bulgariei la 29 septembrie, urmată la scurt timp de cea a otomanilor, s-a soldat cu retragerea armatelor germane de pe frontul de vest și începutul dezintegrării Austro-Ungariei⁠(d). La sfârșitul lunii octombrie, unitățile austro-ungare au început să se retragă. Acest lucru a accelerat eforturile depuse de guvernul hatmanatului de a ajunge la un acord cu Antanta și a obține recunoașterea Ucrainei ca stat independent de către învingătorii conflictului global.

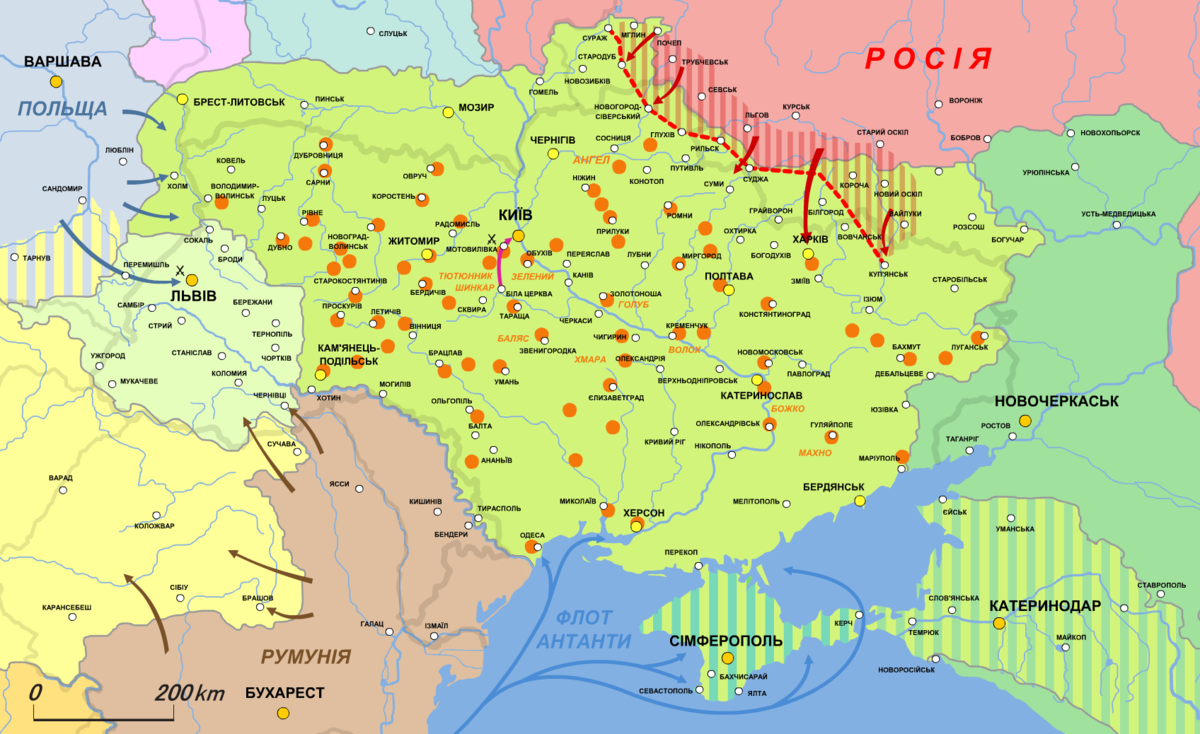
Ucraina și teritoriile adiacente în toamna anului 1918. Cercurile marchează revoltele împotriva autorității hatmanului.

Unii miniștri susțineau unirea cu Rusia, ceea ce a dus la demisia celorlalți și la oferta făcută de Skoropadski lui Vinnicenko⁠(d) de a forma un nou guvern. Acesta a refuzat oferta, dar a propus alți posibili miniștri, recomandare pe care hatmanul a acceptat-o. Având în vedere gravitatea crizei, Uniunea acceptat să-l menajeze pe hatman în schimbul unei reforme a guvernului cu acordarea mai multor protofolii acesteia; noul cabine s-a format la 24 octombrie. Acordul s-a dovedit însă efemer: Uniunea a refuzat la scurt timp să mai susțină noul guvern și a reluat pregătirile de revoltă contra lui Skoropadski. Între timp, bolșevicii conspirau și ei contra hatmanului, încercând să obțină susținerea țăranilor — cu puțin succes — și a soldaților germani, prizonierilor de război și a celor care doreau să se întoarcă la casele lor. Slăbiți după eșecul răscoalei din august împotriva hatmanului, au acceptat să susțină Uniunea în schimbul legalizării partidului lor în caz de victorie.
Liber de restricțiile impuse de germani, Skoropadski s-a întâlnit la 3 noiembrie, cu atamanul Krasnov, care și-a declarat bucuria pentru apropierea între cele două părți pentru a realiza restaurarea unui Rusii unite. În același timp, aceasta i-a permis să intre în contact cu Kubanul, nucleul Armatei Voluntarilor. În ciuda cererilor atamanului lor, cazacii lui Krasnov nu au venit în ajutorul lui Skoropadski.
Pentru a încerca să rămână la putere, Skoropadski a dat o nouă lovitură de stat, înlăturându-i pe toți susținătorii independenței Ucrainei, a format un nou cabinet, condus de un fost ministru țarist însoțit în principal de monarhiști ruși, și a pledat pentru crearea unei federații cu Rusia într-o declarație oficială pe 14 noiembrie. Obiectivul hatmanului era să câștige, prin aceste măsuri, sprijinul antibolșevicilor ruși și al Antantei.
În seara anterioară și în pregătirea anunțului, opoziția a format un directorat⁠(d) pentru a pune la cale răsturnarea hatmanului, anunț care a pus capăt oricărei posibilități de acord între cele două părți. Directoratul era prezidat de Volodîmîr Vinnicenko⁠(d) și Simon Petliura era însărcinat militar. Deși inițial au rămas neutrii, germanii au deplâns schimbarea poziției lui Skoropadski și au încercat degeaba să-l convingă să continue a susține independența Ucrainei. Schimbarea de direcție a hatmanului nu a dus la susținerea sperată din partea lui Krasnov și Denikin, dar l-au privat de sprijinul tuturor naționaliștilor ucraineni și chiar al conservatorilor locali.
După ce au publicat în seara de 14 o proclamație — redactată de Vinnicenko — prin care respingeau autoritatea lui Skoropadski și îi cereau demisia, trei dintre cei cinci membri ai directoratului s-au deplasat la Bila Țerkva, unde au primit ajutorul Pușcașilor Siciului⁠(d). Aceștia, după unele ezitări, au susținut opoziția față de hatman și au reușit să convingă forțele de ocupație să rămână neutre în iminentul conflict între directorat și Skoropadski. Pe de altă parte, țăranii sătui de ocupanți au început să se adune în bande înarmate, conduse de atamani locali, care nu se supuneau directoratului. În tot cazul, opoziția față de hatman se concentra în Bila Țerkva pentru a colabora în vederea răsturnării regimului; peste șaizeci de mii de oameni s-au înarmat.
Pe 18, răsculații au început să înainteze spre Kiev, marș în care li s-au alăturat majoritatea forțelor militare — inclusiv două divizii întregi—. A doua zi, trupele lui Petliura au învins puținele forțe rămase credincioase hatmanului la Vasîlkiv. Între 15 și 20, rebelii au preluat controlul asupra Harkivului, Poltavei și Rivnei. Înaintarea s-a oprit în fața hotărârii germanilor de a apăra capitala — oficial, pentru menținerea ordinii și facilitarea evacuării unităților lor—. La 21 noiembrie, Kievul era încercuit de forțele directoratului. Între timp, insurgenții preluaseră controlul asupra provinciilor, până când, la sfârșitul lunii, ajunseseră să domine toată țara cu excepția capitalei.
Pe 28, insurgenții și germanii au căzut de acord asupra unei linii ce începea de la sud-vest de Kiev, în timp ce germanii au încercat să-i consolideze poziția lui Skoropadski printr-un acord cu naționaliștii moderați. Hatmanul a fost nevoit să apeleze la mii de oficiali ruși albi care fugiseră în Ucraina, într-o încercare de a se alătura Armatei de Voluntari a lui Denikin. Denikin proclamase autoritatea sa asupra „forțelor din sudul Rusiei”. Politicienii și militarii loiali generalului rus, care a format Centrul Rus Meridional în capitala Ucrainei, nu au putut să-l susțină pe Skoropadski. Cea mai mare parte a forțelor lui Denikin erau însă prea departe pentru a proteja în mod eficient hatmanul de țăranii răsculați. Sprijinul consulului francez venit la Odesa nu a avut urmări, atât din cauza lipsei de trupe, precum și din cauza lipsei de sprijin din partea guvernului acestuia. Proclamarea în aceeași zi de 28 a Ucrainei, ca parte a „Marelui Regat Rus”, una dintre măsurile prin care hatmanul încerca să câștige favorurile lui Denikin și ale Antantei, nu a adus ajutorul așteptat.
Imposibilitatea efectuării evacuării unităților în forță i-a obligat pe comandanții germani să negocieze cu Petliura la începutul lui decembrie, chiar dacă acesta nu controla decât o mică parte din forțele insurgente. Acordul preliminar nu a împiedicat extinderea ciocnirilor între germani și insurgenți. Germanii au acceptat în cele din urmă să rămână neutri în conflict la 12 decembrie, ceea ce i-a permis lui Petliura să ocupe capitala două zile mai târziu, după ce i-a învins pe ofițerii ruși care opuneau rezistență asaltului. Skoropadski a demisionat puțin înainte de căderea orașului, unde s-a format un guvern militar. A fost restaurată oficial Republica Populară Ucraineană, deși Rada nu s-a întrunit imediat și nici efemerul rpreședinte Hrușevskîi nu a primit vreun rol important. La 19 decembrie, directoratul s-a instaurat în capitală.